# ノルウェー語訳聖書

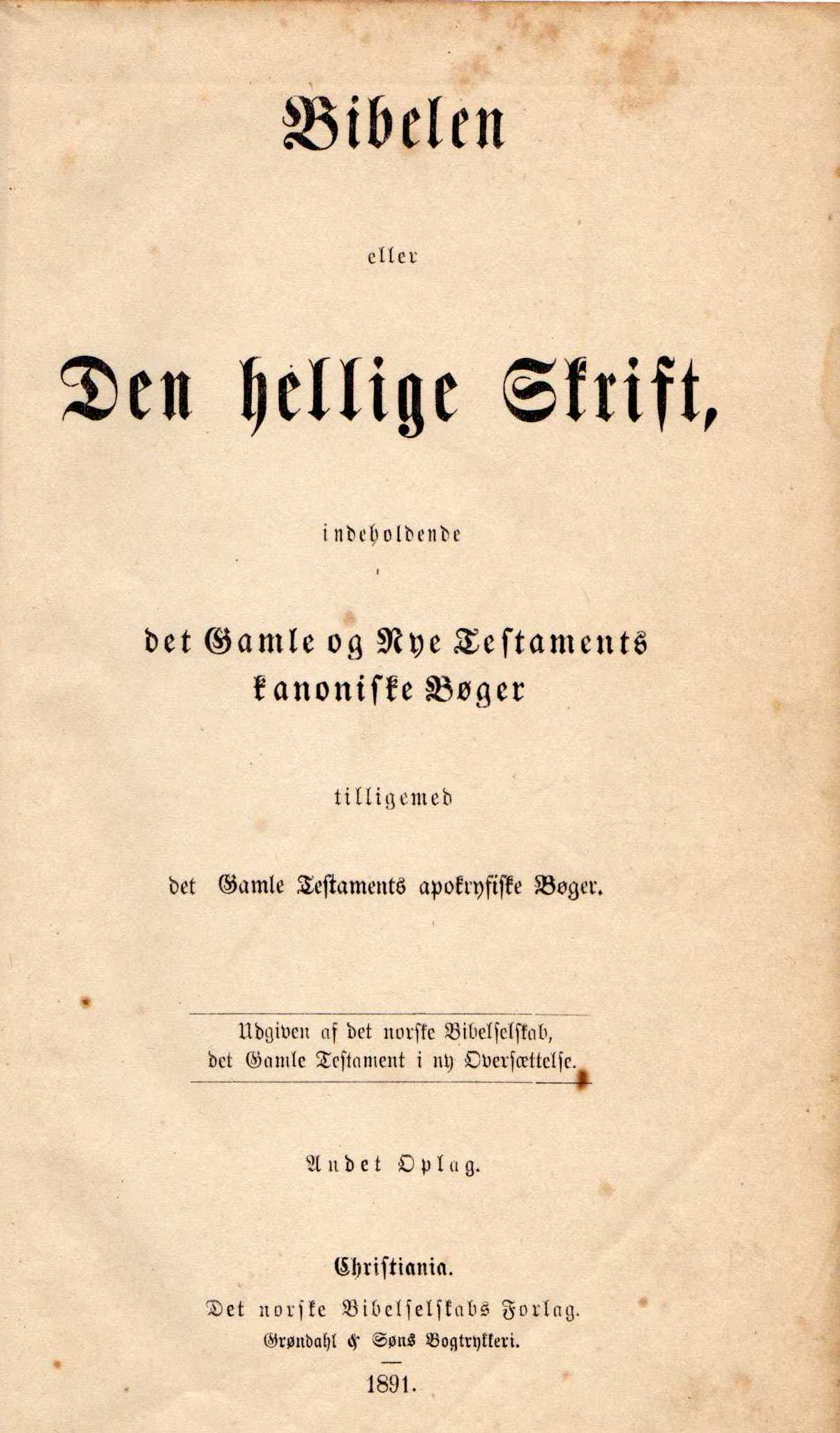
1891年のノルウェー語外典付き旧約聖書

ノルウェー語訳聖書（ノルウェーごやくせいしょ）では、キリスト教聖書のノルウェー語への翻訳を扱う。ノルウェー語はノルウェーで使われてきて、インド・ヨーロッパ語族（印欧語族）の、ドイツ語、オランダ語、英語などを含むゲルマン語派のノルド諸語（北ゲルマン語群）東ノルド語に属する。
ノルウェー語はデンマーク語に近く、近世まではデンマーク語の様々な文献を使っていたが、19世紀前半にノルウェー語としての自覚が高まった際に、東部の首都オスロを中心としてデンマーク語に近い「ブークモール」（大多数派）と、西部・北部のノルウェー語の伝統を生かした「ニーノシュク」（1割にも満たない少数派）が生まれた。現在は両語で翻訳がおこなわれている。またノルウェーではサミ語訳聖書も配布されている。

## デンマーク語訳聖書の時代
ノルウェーでは言語がデンマーク語に近く、デンマーク＝ノルウェー同君連合もあったので、19世紀以前はデンマーク語訳聖書を使っていた。この時期の1816年にはノルウェー聖書協会（Norwegian Bible Society）も設立され、英国外国聖書協会のノルウェー支部と拮抗して、デンマーク語聖書を配布していた。

## ノルウェー語訳聖書の時代

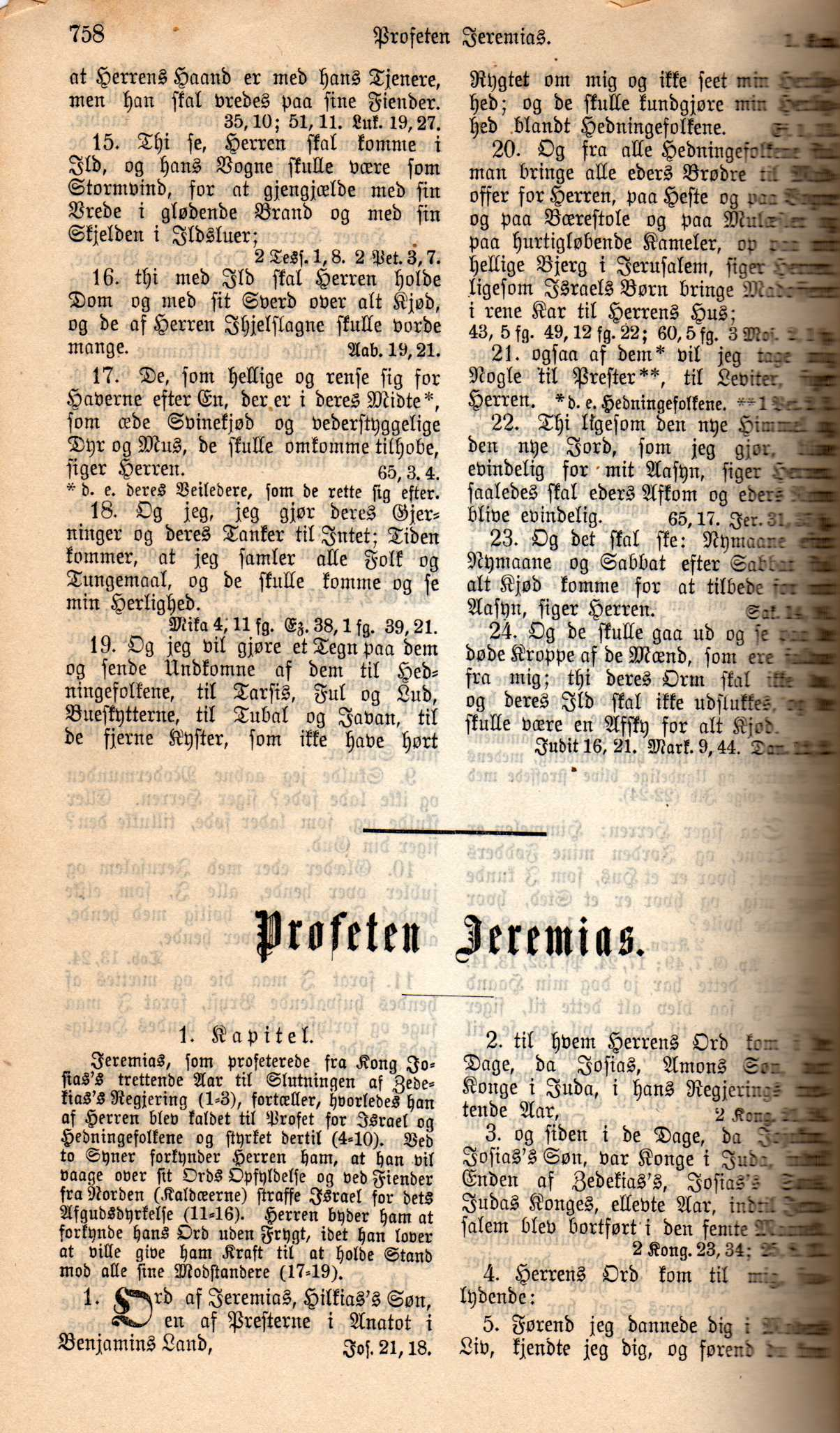
1891年旧約聖書の「エレミア書」の冒頭

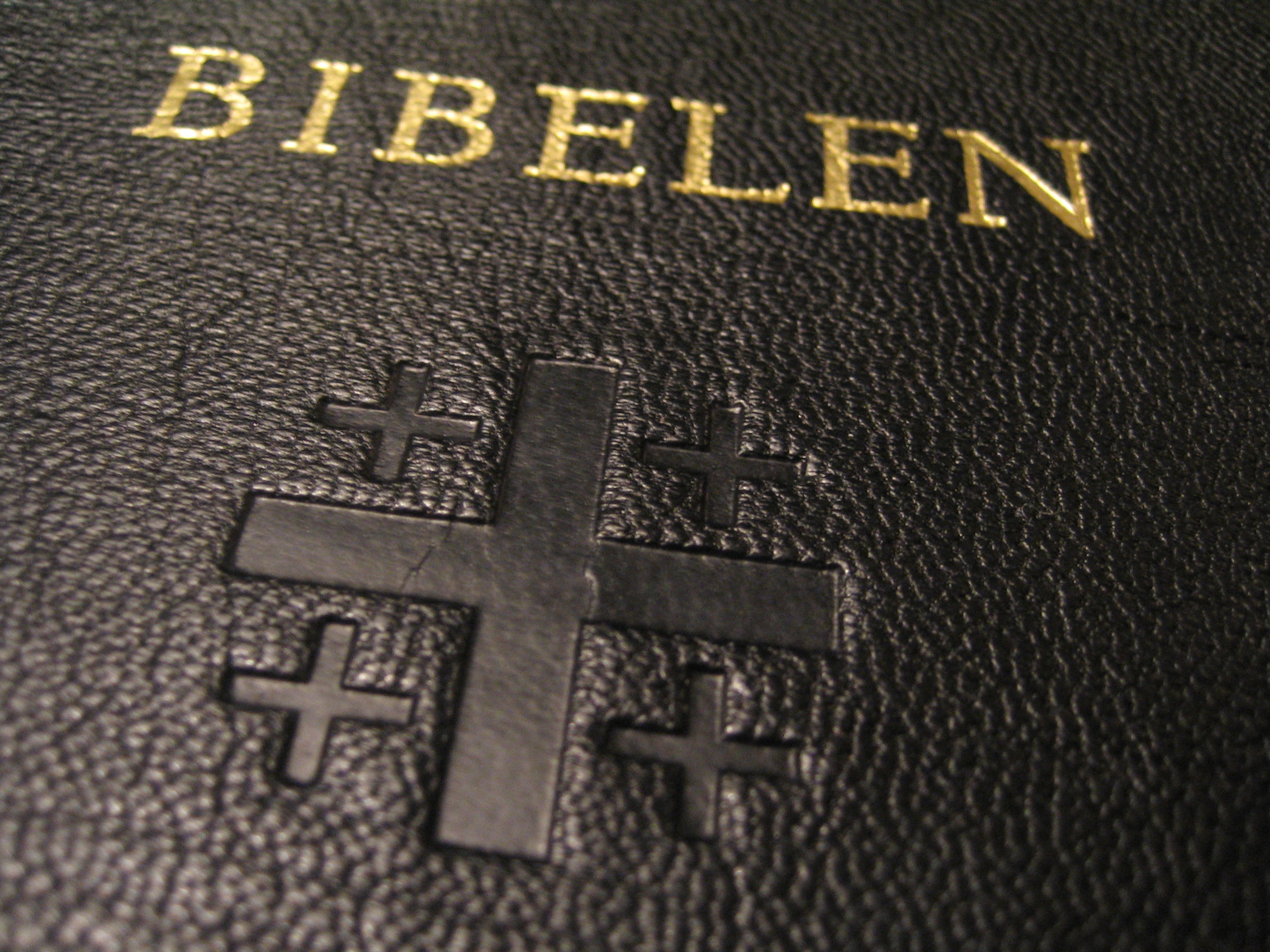
1878年聖書のカバーの詳細

19世紀前半にノルウェー語としての自覚が高まった際に、東部の首都オスロを中心としてデンマーク語に近い「ブークモール」（「書き言葉」の意味、正式名：リクスモール＝国の言葉の意味）と、西部・北部中心のノルウェー語のもともとの伝統を生かした「ニーノシュク」（「新ノルウェー語」の意味、別名：ランスモール＝田舎の言葉の意味）が生まれた。
ノルウェー語聖書の最初は、1873年に行われた「外典」の試験印刷であった。外典はルター聖書以来無視されてきたものである。1891年には旧約聖書が正式に外典付きでは発行されている。

### ブークモール聖書
1904年、新約聖書をブークモールで出版して、ギリシャ語原典から初めての直接翻訳であった。翻訳は逐語訳・形式等価によるものであった。これは1930年に、改訂版が出た。
1997年、「Bibelen Guds Ord」が発行されて、これは英語聖書「新ジェイムズ王訳」に相当する。
2005年、新約聖書「ニューリビングバイブル」が発行された。これはパラフレーズ方式による訳である。

### ニーノシュク聖書
1889年、初めてのニーノシュク新約聖書がDet Norske Samlaget出版社により発行された。翌1899年には改訂版をノルウェー聖書協会が発行した。
これに続いて1891年には、旧約聖書がヘブライ語原典から直接翻訳されたもので、50年の年月がかかった。
1921年、聖書全書が学生連合（Studentmållaget = Student Language Association）により出版された。翻訳は1880年から続けられたもの。これは1938年に聖書協会で改定している。

### ブークモール＝ニーノシュク聖書
20世紀後半になって、ノルウェーの聖書は聖書協会を中心に、なるべく両語版を同時に発行するようになってきた。
1959年ブークモールで、1961年ニーノシュクで、「青年用聖書」が発行された。
1975年、「グッドニューズバイブル」がブークモールとニーノシュクで発行された。
1978年には、動的等価法（動的等価と形式等価も参照）による翻訳が両言語同時に発行された。これは1985年に小改訂が行われて、これまでで一番使われている聖書である。
2011年10月、最新版の旧約・新約全書がブークモルとニーノシュクで発行された。新約は書籍版でも電子版でも発行した。

## サーミ語訳聖書
ノルウェーにおける聖書としては、サーミ人のサーミ語の各種方言の聖書も聖書協会から出版されている。